# フルサト
「フルサト」は、日本の歌。作詞・作曲:NOKKO。2003年10月 - 11月から、NHKの歌番組『みんなのうた』で放送された。

## 概要
この曲では、NOKKO&GOが、フルサトの懐かしさ、素晴らしさを歌っている。映像は、谷内六郎氏の絵を動画化したもので、『みんなのうた』で谷内製作の映像が放送されるのは、1972年10月 - 11月放送の「ちいさい秋みつけた」（第1リメイク版）以来31年ぶり（谷内物故後は初）。2003年10月 - 11月放送後、人気のため、2004年2月 - 3月に、季節外れだが再放送された。その後、2006年10月 - 11月に再放送された。2008年10月 - 11月にはお楽しみ枠でも再放送された。2011年4月23日放送『みんなのうた・スペシャル 2000'sセレクション』で放送された。みんなのうたでこの曲と同じタイトルの曲が2009年にファンキーモンキーベイビーズの曲が放送され、2013年4月 - 5月に嵐の曲が放送されることになった。
2014年4月12日・5月10日・17日には『みんなのうたリクエスト』で再放送され、2015年10月 - 11月にはラジオで再放送された。

## 使用されたイラストに関して
全て谷内六郎によるもの。
1. 朝 1959年　週刊新潮（12/21号）
2. びんの中の夏 1975年　週刊新潮（7/3号）
3. 夜店の思い出 1973年　週刊新潮（7/12号）
4. でんき飴 1950年
5. 夢 1957年　週刊新潮（9/23号）
6. 迷い子になった夢 1964年　週刊新潮（4/13号）
7. 廃村の学校 1973年　週刊新潮（10/25号）
8. 廃線の駅 1974年　週刊新潮（10/31号）
9. 夕映え 1965年　週刊新潮（9/25号）
10. 渡り鳥の話 1967年　週刊新潮（11/18号）
11. 西陽の照明 1968年　週刊新潮（11/16号）